# Utah Jazz
Los Utah Jazz (en español, Jazz de Utah) son un equipo profesional de baloncesto de los Estados Unidos con sede en Salt Lake City, Utah. Compiten en la División Noroeste de la Conferencia Oeste de la National Basketball Association (NBA) y disputan sus partidos como locales en el Delta Center.
El equipo fue fundado en 1974 en Nueva Orleans, Luisiana con el nombre de New Orleans Jazz. En 1979 se trasladaron a Salt Lake City, donde mantuvieron la denominación de Jazz a pesar de la nula tradición de ese género musical en Utah.

## Pabellones
En Nueva Orleans
- Loyola Field House (1974-1975)
- Municipal Auditorium (1974-1975)
- Louisiana Superdome (1975-1979)

En Salt Lake City
- Salt Palace (1979-1991)
- Delta Center (conocido como "Delta Center" de 1991-2006, "EnergySolutions Arena" de 2006-2015, "Vivint Smart Home Arena" de 2015-2020, y "Vivint Arena de 2020-2023")

## Historia

### 1974-1979: New Orleans Jazz

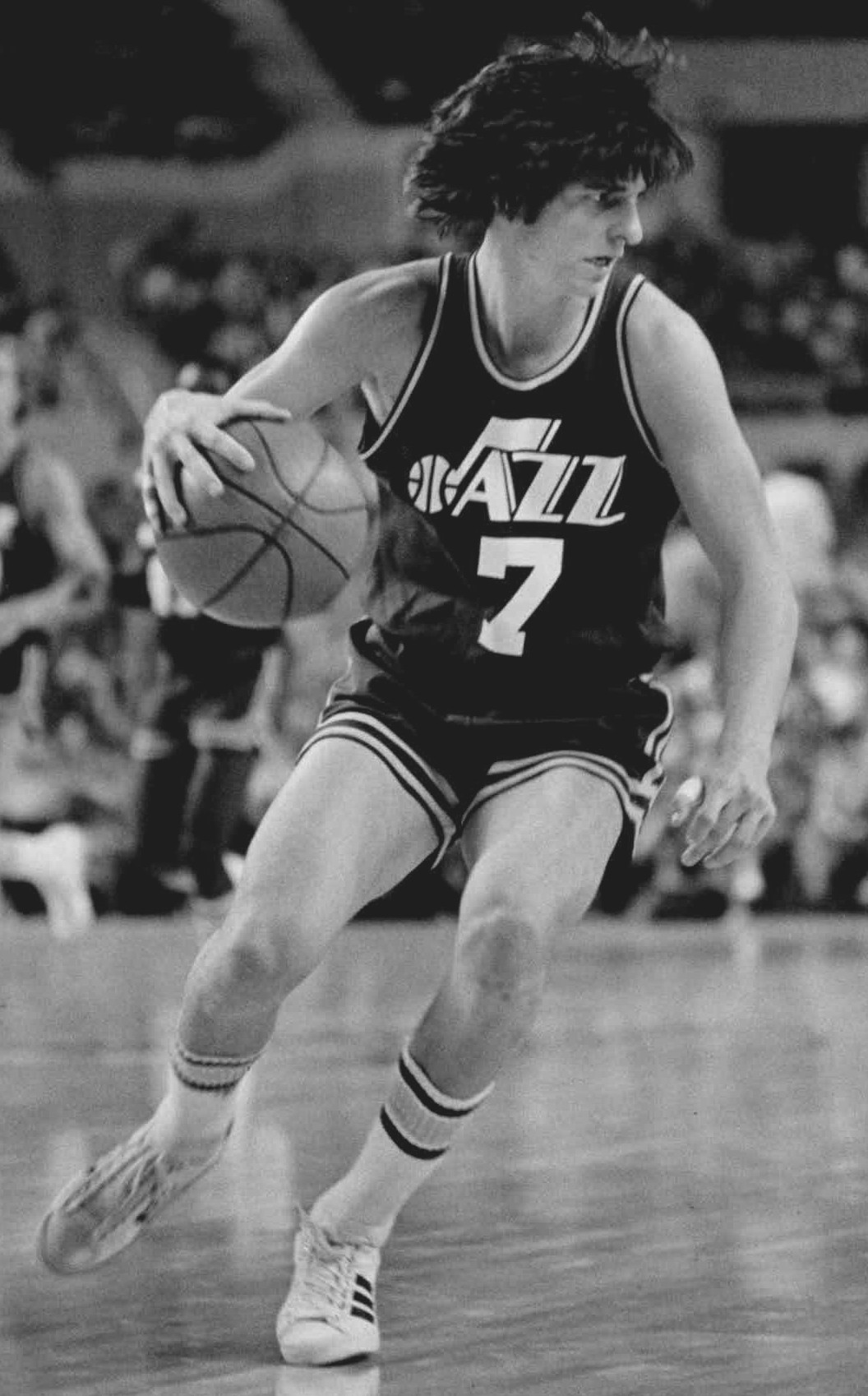
Pistol Pete Maravich con los Jazz en 1977.

En 1974, los Jazz nacían en la ciudad de Nueva Orleans siendo el decimoctavo equipo de la NBA. El primer jugador franquicia de los Jazz sería el vistoso base Pete Maravich que obtuvieron desde Atlanta Hawks por dos primeras y tres segundas de draft. Los Jazz destacaron por ser un equipo de juego alegre y frenético, dirigidos por el propio Maravich y otros importantes jugadores como Lou Hudson o Walt Hazzard. Pese a todo, el rendimiento del equipo nunca fue satisfactorio, sus mejores resultados fueron en la temporada 1977-78 donde finalizaron con un global de 39-43.
Los resultados del equipo hicieron saltar rumores sobre una posible recolocación del equipo, además, el jugador estrella Maravich sufría continuas lesiones. Para colmo, Los Angeles Lakers obtenían a Magic Johnson en el draft de 1979 con la ronda de los Jazz que consiguieron cuando estos ficharon a un veterano Gail Goodrich. A su vez, los Jazz habían cedido los derechos sobre Moses Malone en el traspaso de Goodrich, lo que hizo que estos dos futuros Hall of famers nunca vistieran la camiseta del conjunto de Luisiana y que pudo haber cambiado el rumbo de la franquicia de forma drástica.

### 1979-1984: traslado a Utah
Tras el movimiento de los Jazz a Utah, se decidió continuar con el nombre de "Jazz", a pesar de que la cultura jazz tenía sus raíces en Nueva Orleans, y nada tenía que ver con Utah. Realmente hubo poco apoyo local, pero a diferencia de otras franquicias, no existió ninguna campaña pública para atraer aficionados. Antes de la temporada 1979-80, los Jazz consiguieron al anotador Adrian Dantley de Los Angeles Lakers, quien posteriormente sería el máximo anotador de la liga en las temporadas 1980-1981 y 1983-1984. Durante la temporada, Maravich fue cortado y más tarde en el Draft de 1980 el equipo seleccionaría con la segunda posición a Darrell Griffith de la Universidad de Louisville.
Durante la campaña 1980-81, Frank Layden se convirtió en el entrenador de los Jazz, y en 1982, la franquicia seleccionó en la cuarta ronda del draft al imponente Mark Eaton. En el draft de 1982, los Jazz seleccionaban a Dominique Wilkins, pero este se negó a jugar en el equipo de Salt Lake City, de modo que tuvieron que traspasarlo a Atlanta Hawks a cambio de John Drew y Freeman Williams, los cuales únicamente permanecieron una temporada en los Jazz, en uno de los traspasos menos prolíficos de la historia de los Jazz. A pesar de los refuerzos, el equipo continuó sin mejorar hasta la temporada 1982-83, superando la lesión de Dantley que le obligó a perderse 60 partidos de temporada regular, aunque se siguió sin llegar a playoffs. En el Draft de 1983, los Jazz escogieron a Thurl Bailey de la Universidad de North Carolina State.
En la temporada 1983-84, los Jazz consiguieron un récord de 45-37 y por primera vez en su historia lograron la clasificación a playoffs, ganando además el título de División Medio Oeste. Esta fue la primera campaña de las 20 consecutivas en postemporada. En playoffs, avanzaron hasta la segunda ronda, donde cayeron eliminados en manos de Phoenix Suns. Frank Layden fue nombrado Entrenador del Año y Dantley fue el máximo anotador de la liga con 30.6 puntos por partido.

### 1984-2003: La era de Stockton y Malone

#### 1984-1988: Los primeros años

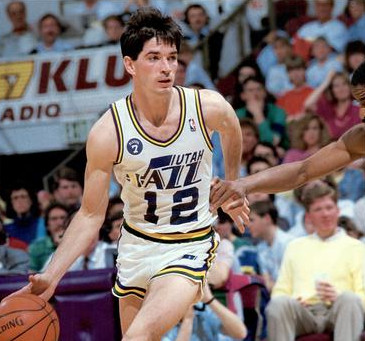
John Stockton, jugó 19 temporadas en los Jazz.

En el Draft de 1984, los Jazz seleccionaron al base John Stockton de la Universidad de Gonzaga, y al año siguiente al ala-pívot Karl Malone procedente de la Universidad de Luisiana Tech. Tanto en la temporada 1984-85 como en la 1985-86, los Jazz llegaron a playoffs. En la 1984-85 eliminarían a los Houston Rockets de las Torres Gemelas Hakeem Olajuwon y Ralph Sampson ganando el 5.º partido de la serie en Houston, para luego caer ante Denver. En la 1985-86 serían eliminados en primera ronda por Dallas Mavericks, sin utilizar ya a su máximo anotador Adrian Dantley.
Para la 1985-86 volvieron a saltar rumores de una posible recolocación del equipo a Mineápolis, pero finalmente Larry Miller mantuvo al equipo en Utah, mientras que los aspirantes a trasladar al equipo a Mineápolis fundarían a los Minnesota Timberwolves.
En 1986, los Jazz traspasaban a Adrian Dantley a los Detroit Pistons por Kelly Tripucka. La recuperación de Darrell Griffith supuso una mejora para el equipo, que accedió a playoffs siendo eliminados por Golden State Warriors en primera ronda. Para 1987, Stockton lograba hacerse con el puesto de base titular tras 3 años de suplencia pidiendo minutos, a la vez que Malone se convertía en uno de los "4" más destacados de la NBA. Con un 47-35 vencían a Portland Trail Blazers en primera ronda pero caían ante Los Angeles Lakers del "Showtime" por un ajustado 4-3.

#### 1988-90: La llegada de Jerry Sloan
Para la temporada 1988-89, Frank Layden dejaba de ser entrenador de los Utah Jazz tras 17 temporadas, siendo reemplazado por el interino Jerry Sloan. Ya en la primera temporada de Sloan, Stockton, Malone y Eaton los Jazz conseguían 51 victorias, con Stockton, Malone y Eaton participando en el All-Star. Cuando los Jazz se preparaban para dar la sorpresa en playoffs, caían en primera ronda ante Golden State Warriors.
Para la 1989-90 hubo significativos cambios en la plantilla que hicieron mejorar a los Jazz, los cuales consiguieron su mejor récord histórico con un 55-27, y con Karl Malone promediando 31 puntos por partido y 11 rebotes y John Stockton 17 puntos y 14 asistencias. Sin embargo, los Jazz caían de nuevo en primera ronda de playoffs ante Phoenix Suns. Las dudas seguían acosando al equipo sobre porqué tenían tan buen rendimiento en temporada regular pero fracasaban en playoffs.

#### 1990-96: Aspirando al anillo
Para la 1990-91 los Jazz seguían haciendo cambios para mejorar el equipo, el escolta Jeff Malone llegaba desde Washington Bullets mientras los Jazz enviaban a Bobby Hansen y Eric Leckner a Sacramento Kings en un trade a tres bandas. El rendimiento del equipo fue muy bueno, y los Jazz finalizaron con un 54-28, y esta vez vengándose de los Suns al eliminarlos en primera ronda, aunque cayendo ante Portland Trail Blazers en segunda.
En la 1991-92, los Utah Jazz se movían de estadio al Delta Center, con mayor capacidad que su antiguo pabellón, el Salt Palace. Ese año también se marchaba el veterano y favorito de la afición, Thurl Bailey, a Minnesota Timberwolves por Tyrone Corbin. Los Jazz finalizaron con un 55-27 y vencieron a Los Angeles Clippers en primera ronda y a Seattle SuperSonics en segunda, llegando a Finales de Conferencia por primera vez en su historia, aunque cayendo ante los Blazers por un 4-2 y quedándose a un paso de las Finales de la NBA.
En la 1992-93 los Jazz decepcionaron tras sus anteriores buenas temporadas, finalizando con 47-35 y el veterano pívot Mark Eaton sufriendo lesiones y bajones de rendimiento debido a su edad. Los Jazz serían eliminados en primera ronda de playoffs por Seattle SuperSonics.
En la 1993-94, los Jazz traspasaban a Jeff Malone a Philadelphia 76ers por el alero tirador Jeff Hornacek. La buena compenetración de los Jazz les permitió finalizar con un global de 53-29, venciendo a los San Antonio Spurs de David Robinson y después por 4-3 a Denver Nuggets en segunda ronda, aunque finalmente perdieron ante los eventuales campeones, los Houston Rockets, en las Finales de Conferencia.
En la 1994-95 los Jazz tuvieron un rendimiento similar, acabando con un gran resultado de 60-22 pero siendo apeados de nuevo por los Rockets en primera ronda de playoffs. Para la 1995-96 los Jazz obtuvieron al pívot Greg Ostertag y finalizaron con un 55-27 y alcanzando de nuevo las Finales de Conferencia, aunque esta vez para caer ante Seattle SuperSonics, quedándose otra vez a las puertas de la final.

#### 1996-98: Los años de las Finales

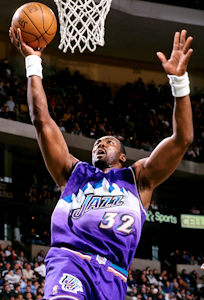
Karl Malone, dos veces MVP con los Jazz.

Para la 1996-97, los Jazz obtuvieron un récord de temporada en su global, finalizando con un 64-18 y primeros de la Conferencia Oeste. El equipo demostraba ser muy sólido y muy bien compenetrado con jugadores como Jeff Hornacek, Antoine Carr, Howard Eisley o Bryon Russell, capitaneados por el legendario dúo de John Stockton y Karl Malone y entrenados por Jerry Sloan. El propio Malone ganó el MVP al promediar 27,4 puntos, 9,9 rebotes y 4,5 asistencias.
El camino de los Jazz hasta las Finales les llevó a vencer a Los Angeles Clippers en primera ronda por 3-0, a Los Angeles Lakers en segunda por 4-1 y a Houston Rockets en las Finales de Conferencia por 4-2. Los Jazz llegaban por primera vez en su historia a las Finales de la NBA, enfrentándose a los Chicago Bulls de Michael Jordan, pero cayendo por 4-2.
Para la 1997-98 los Jazz no realizaron cambios significativos para mantener el bloque que quedó a las puertas del anillo. Los Jazz partían como favoritos al anillo, pero una tempranera lesión de Stockton les llevó a tener un récord de 11-7 en los primeros 18 partidos. Pero Utah logró recomponerse y finalizar con un global de 62-20, venciendo en primera ronda de playoffs a Houston Rockets y en segunda a San Antonio Spurs, enfrentándose a los Lakers del pívot Shaquille O'Neal en las Finales de Conferencia. Los Jazz se mostraron intratables y aplicaron un humillante 4-0 a los californianos, siendo el primer sweep que recibían los Lakers desde 1989.
En las Finales de la NBA se encontraron de nuevo a los Bulls de Jordan, pero esta vez los Jazz empezaron con buen pie ganando a Chicago en el primer partido, aunque perdiendo los tres siguientes. Utah ganó el quinto partido dejando la eliminatoria 3-2 y con el sexto partido en Salt Lake City. El partido fue disputado, pero los Jazz se aprovecharon de una lesión de Scottie Pippen y el bajo rendimiento de Dennis Rodman para llevar la voz cantante la mayor parte del encuentro, pero en la penúltima jugada del partido, Jordan robó el balón a Malone y anotó una canasta tras deshacerse de Bryon Russell, finalmente Stockton falló un triple forzado en el último segundo y los Bulls se llevaban el anillo ante la decepción del conjunto de Utah.

#### 1998-03: Los últimos años de la pareja Stockton-Malone
La temporada 1998-99 (que incluía lockout), los Jazz finalizaron con un 37-13 y segundos tras los San Antonio Spurs, venciendo a Sacramento Kings en primera ronda de playoffs pero cayendo ante Portland Trail Blazers en segunda. Malone también ganó su segundo MVP como jugador más valioso de la temporada.
Para la 1999-00 los Jazz mantuvieron su buen récord pese a la avanzada edad de sus jugadores. Finalizaron con un 55-27, ganando a Seattle SuperSonics en primera ronda pero siendo apeados de nuevo por los Blazers en segunda ronda. Al final de la temporada, Hornacek se retiraba y Howard Eisley era traspasado en un trade a cuatro bandas con el que los Jazz obtenían a Donyell Marshall. En el draft de 2000 los Jazz escogían a la joven promesa de instituto DeShawn Stevenson.
En la 2000-01 los Jazz mantuvieron su buen porcentaje, acabando con un 53-29 pero perdiendo de forma sorpresiva ante Dallas Mavericks en primera ronda de playoffs por 3-2, su eliminación más fugaz de playoffs desde la temporada 1994-95.
Para la 2001-02, el equipo ya notaba demasiado la edad de sus jugadores, pero la irrupción del rookie ruso Andréi Kirilenko fue una gran noticia. Utah acabó la temporada con un global de 44-38, resultado más mediocre de sus pasados años de gloria. Caerían en playoffs ante Sacramento Kings en primera ronda.
Para la 2002-03 se hizo una pequeña reconstrucción, Marshall y Bryon Russell se marchaban libres y llegaba Matt Harpring desde Philadelphia 76ers. Los Jazz finalizaron con un 47-35, enfrentándose de nuevo y perdiendo ante los Kings en primera ronda de playoffs.
Tras dicha temporada, la legendaria dupla Stockton-Malone decía adíos. El primero se retiraba y el segundo se marchaba libre a Los Angeles Lakers en busca de un último intento por ganar el anillo.

### 2003-05:  El Jazz ya no sonaba en Utah
La retirada de Stockton y la marcha de Malone dejó al equipo huérfano, y por primera vez en 20 años se esperaba que los Jazz lucharan por no quedar en el fondo de la clasificación. El equipo afrontaba su reconstrucción sobre la base de los jóvenes Andréi Kirilenko, DeShawn Stevenson y los bases Carlos Arroyo y Raül López. El rendimiento de los Jazz no fue tan mediocre como el esperado, finalizando con un 42-40 y a un paso de acceder a los playoffs. La mayor alegría para el equipo llegó con la irrupción como líder del equipo de Kirilenko, el cual incluso participó en el All-Star.
Para la temporada 2004-05, los Jazz obtenían a Carlos Boozer y Mehmet Okur, dos piezas importantes en el futuro del equipo. A su vez, enviaron a Arroyo (el cual tenía una mala relación con el entrenador Jerry Sloan) a los Detroit Pistons. Las lesiones de jugadores como Raül López, Boozer o Kirilenko lastraron mucho al equipo, que acabó en el fondo de la clasificación con un récord de 26-56, su peor resultado desde la temporada 1981-82.

### 2005-2010: La era de D-Will y Boozer
En el draft de 2005, los Jazz escogían en tercera posición al base Deron Williams. En otros traspasos, Raja Bell se marchaba a Phoenix Suns y el lesionado base Raül López a Memphis Grizzlies, a la vez que recuperaban al veterano pívot Greg Ostertag.
La temporada 2005-06 se vio plagada de lesiones, Boozer se perdió los primeros 49 partidos, y Gordan Giriček y Andréi Kirilenko sufrieron lesiones a lo largo de la sesión. Deron Williams mostró un buen rendimiento liderando a los Jazz, los cuales finalizaron con un global de 41-41 y fuera de playoffs. Al final de temporada se retiraba el pívot Ostertag tras 11 temporadas jugando en Utah.
En el draft de 2006 los Jazz seleccionaban a Ronnie Brewer en primera ronda y a Paul Millsap en segunda, a la vez, en un traspaso con Golden State Warriors obtenían al base Derek Fisher. El rendimiento fue muy superior al de la anterior temporada, Boozer fue seleccionado para ir al All-Star, el cual se perdió debido a una lesión por lo que fue reemplazado por Mehmet Okur. El base Deron Williams terminó con una media de 9,3 asistencias por partido, solo superado por Steve Nash y Chris Paul. El rookie Millsap supuso también una agradable sorpresa, a la vez que el ruso Kirilenko se adaptó a la perfección a un rol más defensivo. Los Jazz finalizaron con un global de 51-31.
En playoffs se enfrentaron a los Houston Rockets de Tracy McGrady y Yao Ming, y pese a que empezaron perdiendo los dos primeros partidos, Utah se recompuso y vencería en el séptimo y definitivo partido en Houston por 103-99. En segunda ronda se enfrentaban a unos Golden State Warriors que de forma sorpresiva habían vencido a los Dallas Mavericks, primeros de la Conferencia Oeste. Los Warriors no dieron muchos problemas a los Jazz que ganarían la eliminatoria por 4-1 y accedían a las Finales de Conferencia por primera vez desde 1998, donde caerían ante los eventuales campeones, San Antonio Spurs, por 4-1.
Para la temporada 2007-08, los Jazz seleccionaban a Morris Almond en el draft. Derek Fisher se marchaba a Los Angeles Lakers y Giriček era traspasado a Philadelphia 76ers por Kyle Korver. Con un equipo compacto y rocoso, los Jazz tuvieron un gran rendimiento, consiguiendo un récord de 37-4 en casa y finalizando con un global de 54-28. Boozer era de nuevo llamado al All-Star, Kirilenko se convertía en pieza clave del equipo y Deron Williams seguía mejorando sus prestaciones.
En playoffs se enfrentaban de nuevo a Houston Rockets, ganando los dos primeros partidos en Houston y ganando el sexto y definitivo. En segunda ronda se enfrentaron a Los Angeles Lakers de Kobe Bryant, Pau Gasol y Phil Jackson. La eliminatoria fue muy disputada, perdiendo los Jazz los dos primeros partidos en Los Ángeles pero ganando los dos en Salt Lake City, finalmente los Jazz serían eliminados en el sexto partido, era la primera vez que Utah y LA se enfrentaban en playoffs desde 1998.
La temporada 2008-09 se vio caracterizada por las lesiones, Deron Williams se perdió 13 de los primeros 15 partidos, Boozer se perdió más de la mitad de ellos y Okur sufrió lesiones esporádicas y tuvo que marcharse a Turquía debido a problemas de índole familiar. Los Jazz terminaron con un global de 48-34 y octavos de la Conferencia Oeste, siendo eliminados en primera ronda de playoffs y por segundo año consecutivo por los Lakers. A mitad de la temporada murió el propietario de los Jazz, Larry H. Miller, debido a complicaciones con su diabetes, por lo que su hijo asumió el cargo vacante. Lo más positivo de toda la temporada fue el rendimiento superlativo de Deron, el cual promedió 19,4 puntos y 10,8 asistencias por partido.
En el draft de 2009 los Jazz escogían a Eric Maynor en busca de un base que diera minutos de descanso a D-Will. El veterano Matt Harpring se retiró debido a sus lesiones y comenzaron a surgir rumores sobre una posible salida de Carlos Boozer. La temporada 2009-10 empezó de forma pésima para los Jazz, con un 19-17, por lo que el equipo realizó varios traspasos: Maynor marchó a Oklahoma City Thunder y Ronnie Brewer a Memphis Grizzlies, decisión abiertamente criticada por Deron Williams. Pese a todo, el rendimiento de D-Will y Boozer fue superlativo y el primero sería convocado por primera vez al All-Star. Los Jazz consiguieron remontar el vuelo y finalizaron con un global de 53-29.
En playoffs vencerían a Denver Nuggets 4-2 en primera ronda, pese a las bajas de Kirilenko y Okur debido a lesiones. Pero en segunda ronda recibirían un sweep (4-0) de Los Angeles Lakers, el primero en la historia de los Jazz, que los eliminaban por tercer año consecutivo de playoffs y que serían a la postre campeones de la NBA.

### 2011-2017: Cambio de ciclo
En el draft de 2010, los Jazz escogieron a Gordon Hayward en novena posición y a Jeremy Evans. En verano de ese año, Carlos Boozer fichó por los Chicago Bulls como agente libre, también perdieron a Kyle Korver y Wesley Matthews. Semanas después, los Jazz traspasaron a Kosta Koufos y dos primeras rondas de draft a Minnesota Timberwolves por Al Jefferson. Como agentes libres obtuvieron a Raja Bell y Kyrylo Fesenko.
La temporada 2010-11 comenzó bien para el equipo, arrancando con un balance de 15-5, llegándose a situar como tercer clasificado de la Conferencia Oeste. Sin embargo, a principios de 2011 el equipo entró en una dinámica negativa de juego que tuvo su punto culminante en febrero, cuando Jerry Sloan dimitió como entrenador del equipo tras 23 temporadas en el banquillo, siendo sustituido por su asistente, Tyrone Corbin. El motivo de su repentina dimisión fueron las tensas relaciones entre Sloan y la estrella del equipo, Deron Williams. Pocos días después, Deron Williams era traspasado a los New Jersey Nets a cambio de dos primeras rondas de draft, Derrick Favors y Devin Harris. El cambio en la estructura del equipo no surtió efecto, y tras ganar únicamente 8 de los últimos 29 partidos de la temporada, el equipo acabó con un balance de 39-43, quedándose fuera de los puestos de playoff.
Tras el lockout de 2011, los Jazz traspasaron a Mehmet Okur a los Nets y Andrei Kirilenko se marchó a jugar a Rusia, acabando su contrato con el equipo de Salt Lake City. Así mismo, firmaron como agentes libres a los veteranos Jamaal Tinsley y Josh Howard. En el draft obtuvieron a los jugadores Enes Kanter y Alec Burks usando las rondas obtenidas de los Nets. Finalizaron en última posición de playoffs, quedando eliminados por San Antonio Spurs con un contundente 4-0.
En el verano de 2012, los Jazz traspasaban a Devin Harris a Atlanta Hawks por Marvin Williams y firmaban a Mo Williams y Randy Foye. Finalizaron en novena posición, quedándose a dos victorias de lograr el pase a playoffs. En la temporada 2013-14, los Jazz iniciaron un profundo proceso de reconstrucción, pues los dos principales jugadores del equipo, Al Jefferson y Paul Millsap, se marcharon libres, dejando al equipo muy debilitado. Ficharon a los veteranos y con altos sueldos Richard Jefferson y Andris Biedriņš procedentes de Golden State Warriors por su condición de expirings y obtenían a Trey Burke en el draft (a través de un intercambio con Minnesota en la noche del draft). Tal y como se esperaba, la temporada de los Jazz fue muy mediocre, finalizando con un global de 25-57 y últimos de la Conferencia Oeste.
Para la 2014-15 los Jazz decidieron no renovar a Tyrone Corbin, siendo sustituido en el banquillo por el debutante Quin Snyder. En el draft los Jazz seleccionaron al prometedor base australiano Dante Exum y al escolta Rodney Hood. En el verano los esfuerzos del equipo se centraron en lograr conservar el núcleo de jugadores jóvenes. Así el primer movimiento fue igualar la oferta que los Charlotte Hornets realizaron sobre Gordon Hayward, y posteriormente renovar a Alec Burks. Además la plantilla se complementaría con los veteranos agentes libres Trevor Booker y Steve Novak, y procedente del baloncesto europeo, el australiano Joe Ingles.
En la temporada 2016-17, los Jazz vuelven a jugar playoffs cinco años después, tras acabar quintos en la conferencia con un récord 51-31. En primera ronda, se enfrentaban a Los Angeles Clippers, uno de los equipos llamados a llegar lejos. En el primer partido, disputado en el Staples Center, una canasta en el último segundo de Joe Johnson dio la victoria a los Jazz. En una emocionante serie que se resolvió en 7 partidos, Utah ganó (104-91) el séptimo y definitivo partido en Los Ángeles, eliminó a los Clippers y dio una de las sorpresas de la temporada. En semifinales de conferencia esperaban los Golden State Warriors, primeros clasificados y vigentes campeones del Oeste, y que en primera ronda se habían deshecho sin problemas (4-0) de Portland Trail Blazers. Los Jazz acusaron el cansancio de la eliminatoria ante los Clippers y en ningún momento tuvieron opciones de ganar la serie (4-0) ante un equipo que en junio se proclamaría Campeón de la NBA.

### 2017-2022: La era de Mitchell y Gobert

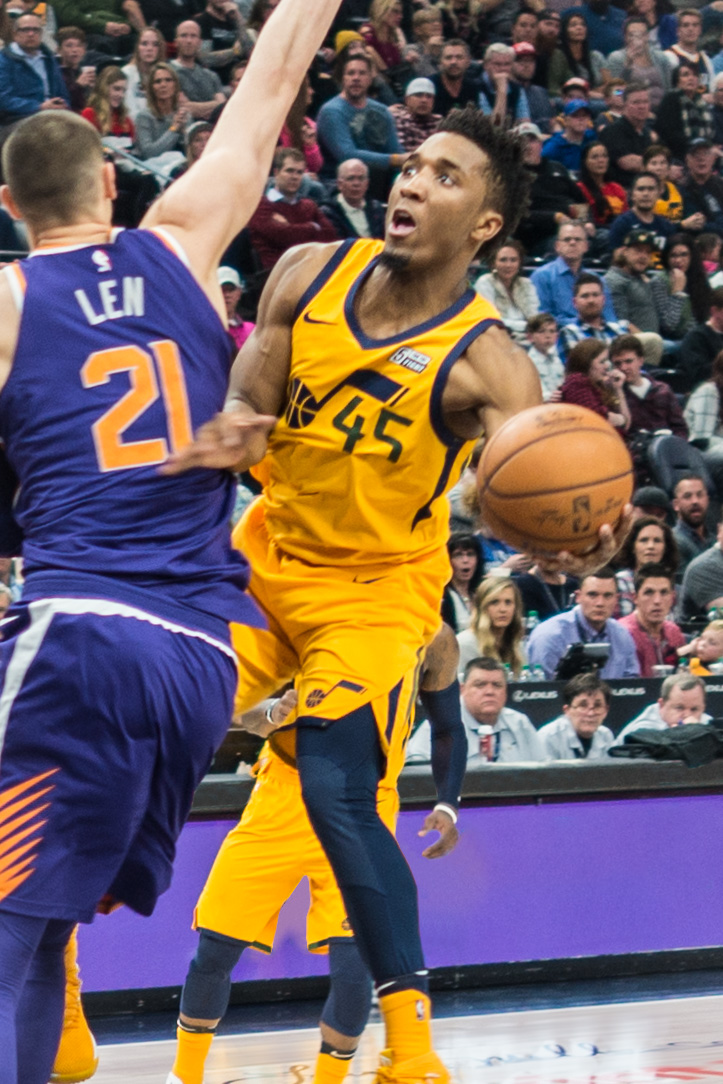
Donovan Mitchell elegido en el Draft de la NBA de 2017

El optimismo con el que la temporada había acabado no se mantuvo en verano: los dos máximos anotadores de Utah, el alero Gordon Hayward y el base George Hill, acabaron contrato y decidieron no renovar, dejando al equipo desarmado. La franquicia tuvo que realizar los movimientos que pudo para formar un 'roster' competitivo: adquirieron a Ricky Rubio, de Minnesota Timberwolves, para el puesto de base; renovaron al alero Joe Ingles por 84 millones de dólares, una cantidad en principio desorbitada; e intercambiaron su ronda del draft y a Trey Lyles con Denver Nuggets a cambio de la elección número 13, Donovan Mitchell. Además, contrataron a los veteranos agentes libres Thabo Sefolosha y Jonas Jerebko, y ejercieron sus derechos sobre Royce O'Neale. Aun así, el objetivo de volver a jugar playoffs parecía casi imposible, viendo como se habían reforzado franquicias como Denver Nuggets, Oklahoma City Thunder, Minnesota Timberwolves o New Orleans Pelicans. Tras un inicio irregular, los Jazz se quedaron 19-28 el 22 de enero tras perder contra uno de los peores equipos de la liga. El equipo se ubicaba décimo en la conferencia, a 5 victorias de los playoffs, y con muy malas sensaciones. Pero desde ese momento comenzó una racha de 11 victorias consecutivas que afianzó a Utah en zona de eliminatorias. En febrero, los Jazz se implicaron en un traspaso a tres bandas con Sacramento y Cleveland, enviando a Rodney Hood a los Cavs y a Joe Johnson a los Kings, y recibiendo a Jae Crowder y Derrick Rose, aunque este último fue cortado. Tras el parón del All-Star, Utah fue uno de los mejores equipos de la liga, basando su juego en una sólida defensa encabezada por Rudy Gobert, con el rookie Donovan Mitchell y Ricky Rubio como líderes del ataque y Quin Snyder ejerciendo una gran dirección desde el banquillo. Finalmente, acabarían la temporada regular quintos, en la misma posición que un año antes, aunque con un récord algo peor (48-34), y de nuevo teniendo que enfrentarse a uno de los aspirantes al título: Oklahoma City Thunder, con el vigente MVP Russell Westbrook además de Paul George y Carmelo Anthony. El primer partido, disputado en el Chesapeake Arena, fue ganado por Oklahoma. En este momento, todos daban la eliminatoria por decantada a favor de los Thunder. Pero los Jazz realizaron un tremendo segundo partido para llevarse la victoria, al igual que los dos encuentros siguientes en el Vivint Smarthome Arena. Oklahoma ganaría el quinto, pero la serie acabó en Utah con 38 puntos de Mitchell, y los Jazz dando la campanada un año más. En semifinales les tocaría enfrentarse de nuevo a los primeros de la conferencia (esta vez Houston Rockets), que superaron su primera ronda sin problemas (4-1) ante Minnesota. Para colmo, contaron con la baja durante toda la eliminatoria de su base titular Ricky Rubio, lesionado en el sexto partido ante Oklahoma, a quien posteriormente se uniría el base suplente, Dante Exum, y las molestias físicas de Mitchell. Los Rockets ganaron fácilmente el primer encuentro en el Toyota Center, pero los Jazz realizaron un segundo encuentro fabuloso e igualaron la serie. Sin embargo, esto fue un espejismo, y es que bastante habían logrado ya. Houston demostró por qué fue el mejor equipo de la NBA en temporada regular, ganando la serie 4-1. Así, una temporada que pintaba muy mal acabó de una manera mucho más que satisfactoria, y con gran optimismo de cara a la siguiente.
El siguiente curso, pese al gran año anterior, empezó de nuevo con dudas sobre cómo rendiría el equipo en un Oeste tremendamente competitivo. Los tres primeros meses de competición no fueron buenos, ya que un durísimo calendario causó mucho desgaste al equipo que, a principios de 2019, estaba fuera de puestos de playoffs. Sin embargo, a partir de enero comenzó una gran racha de victorias, y Utah llegó al final de temporada peleando por la tercera plaza, aunque finalmente acabaría en el quinto puesto con 50 victorias. En primera ronda se repitió el enfrentamiento de semifinales de 2018, es decir, los Houston Rockets que contaban con el MVP James Harden. Pese a que la eliminatoria fue muy igualada, a los Jazz les faltó acierto en los momentos decisivos de los partidos, y se acabaría repitiendo el resultado de la temporada anterior: 4-1 a favor del equipo de Texas.
Con el mejor defensor de la liga Rudy Gobert y la joven promesa Donovan Mitchell, la temporada 2019-20 Utah Jazz finalizó en sexta posición del Oeste, y se enfrentaron a los Denver Nuggets de Nikola Jokić en primera ronda. En la que, en un duelo sin precedentes a nivel de anotación entre Donovan y Jamal Murray, los Jazz caen eliminados por 3-4.
Durante la temporada 2020-21, el equipo no consiguió ninguna incorporación importante, pero liderados por Mitchell y Gobert terminó con un balance de 52–20, como líder de su conferencia, con el mejor récord de la liga por primera vez en su historia y clasificándose para playoffs por quinto año consecutivo. En primera ronda se deshicieron de los Memphis Grizzlies de Ja Morant (4-1), pero en semifinales cayeron ante Los Angeles Clippers de Paul George y Kawhi Leonard (2-4).
De cara a la temporada 2021-22 se refuerza con Rudy Gay, Eric Paschall y Hassan Whiteside. Termina la temporada regular con un balance de 49-33, campeón de su división, quinto de conferencia y clasificándose para playoffs por sexto año consecutivo. En playoffs caen en primera ronda ante Dallas Mavericks (2-4).

### 2022-presente: Nueva imagen y reconstrucción
En junio de 2022, Quin Snyder deja el puesto tras 8 temporadas en el equipo y se contrata a Will Hardy como técnico principal.
Antes del inicio de la temporada 2022-23 traspasa a sus dos estrellas: Rudy Gobert (a Minnesota) y Donovan Mitchell (a Cleveland). A pesar del buen desempeño de algunos de los recién llegados como Lauri Markkanen, el equipo finalizó en decimosegunda posición de su conferencia, perdiéndose los playoffs por primera vez desde 2016.

## Trayectoria
Nota: G: Partidos ganados P:Partidos perdidos %:porcentaje de victorias
| Temporada        | G    | P    | %    | Play-offs                                                                                 |                                                                                   |
| ---------------- | ---- | ---- | ---- | ----------------------------------------------------------------------------------------- | --------------------------------------------------------------------------------- |
| New Orleans Jazz |      |      |      |                                                                                           |                                                                                   |
| 1974-75          | 23   | 59   | .280 |                                                                                           |                                                                                   |
| 1975-76          | 38   | 44   | .463 |                                                                                           |                                                                                   |
| 1976-77          | 35   | 47   | .427 |                                                                                           |                                                                                   |
| 1977-78          | 39   | 43   | .476 |                                                                                           |                                                                                   |
| 1978-79          | 26   | 56   | .317 |                                                                                           |                                                                                   |
| Utah Jazz        |      |      |      |                                                                                           |                                                                                   |
| 1979-80          | 24   | 58   | .293 |                                                                                           |                                                                                   |
| 1980-81          | 28   | 54   | .341 |                                                                                           |                                                                                   |
| 1981-82          | 25   | 57   | .305 |                                                                                           |                                                                                   |
| 1982-83          | 30   | 52   | .366 |                                                                                           |                                                                                   |
| 1983-84          | 45   | 37   | .549 | Gana 1.ª Ronda Pierde Semifinales Conferencia                                             | Utah 3, Denver 2 Phoenix 4, Utah 2                                                |
| 1984-85          | 41   | 41   | .500 | Gana 1.ª Ronda Pierde Semifinales Conferencia                                             | Utah 3, Houston 2 Denver 4, Utah 1                                                |
| 1985-86          | 42   | 40   | .512 | Pierde 1.ª Ronda                                                                          | Dallas 3, Utah 1                                                                  |
| 1986-87          | 44   | 38   | .537 | Pierde 1.ª Ronda                                                                          | Golden State 3, Utah 2                                                            |
| 1987-88          | 47   | 35   | .573 | Gana 1.ª Ronda Pierde Semifinales Conferencia                                             | Utah 3, Portland 1 L.A. Lakers 4, Utah 3                                          |
| 1988-89          | 51   | 31   | .622 | Pierde 1.ª Ronda                                                                          | Golden State 3, Utah 0                                                            |
| 1989-90          | 55   | 27   | .671 | Pierde 1.ª Ronda                                                                          | Phoenix 3, Utah 2                                                                 |
| 1990-91          | 54   | 28   | .659 | Gana 1.ª Ronda Pierde Semifinales Conferencia                                             | Utah 3, Phoenix 1 Portland 4, Utah 1                                              |
| 1991-92          | 55   | 27   | .671 | Gana 1.ª Ronda Gana Semifinales Conferencia Pierde Finales Conferencia                    | Utah 3, L.A. Clippers 2 Utah 4, Seattle 1 Portland 4, Utah 2                      |
| 1992-93          | 47   | 35   | .573 | Pierde 1.ª Ronda                                                                          | Seattle 3, Utah 2                                                                 |
| 1993-94          | 53   | 29   | .646 | Gana 1.ª Ronda Gana Semifinales Conferencia Pierde Finales Conferencia                    | Utah 3, San Antonio 1 Utah 4, Denver 3 Houston 4, Utah 1                          |
| 1994-95          | 60   | 22   | .732 | Pierde 1.ª Ronda                                                                          | Houston 3, Utah 2                                                                 |
| 1995-96          | 55   | 27   | .671 | Gana 1.ª Ronda Gana Semifinales Conferencia Pierde Finales Conferencia                    | Utah 3, Portland 2 Utah 4, San Antonio 2 Seattle 4, Utah 3                        |
| 1996-97          | 64   | 18   | .780 | Gana 1.ª Ronda Gana Semifinal de Conferencia Gana Final de Conferencia Pierde Finales NBA | Utah 3, L.A. Clippers 0 Utah 4, L.A. Lakers 1 Utah 4, Houston 2 Chicago 4, Utah 2 |
| 1997-98          | 62   | 20   | .756 | Gana 1.ª Ronda Gana Semifinales Conferencia Gana Finales Conferencia Pierde Finales NBA   | Utah 3, Houston 2 Utah 4, San Antonio 1 Utah 4, L.A. Lakers 0 Chicago 4, Utah 2   |
| 1998-99          | 37   | 13   | .740 | Gana 1.ª Ronda Pierde Semifinales Conferencia                                             | Utah 3, Sacramento 2 Portland 4, Utah 2                                           |
| 1999-2000        | 55   | 27   | .671 | Gana 1.ª Ronda Pierde Semifinales Conferencia                                             | Utah 3, Seattle 2 Portland 4, Utah 1                                              |
| 2000-01          | 53   | 29   | .646 | Pierde 1.ª Ronda                                                                          | Dallas 3, Utah 2                                                                  |
| 2001-02          | 44   | 38   | .537 | Pierde 1.ª Ronda                                                                          | Sacramento 3, Utah 1                                                              |
| 2002-03          | 47   | 35   | .573 | Pierde 1.ª Ronda                                                                          | Sacramento 4, Utah 1                                                              |
| 2003-04          | 42   | 40   | .512 |                                                                                           |                                                                                   |
| 2004-05          | 26   | 56   | .317 |                                                                                           |                                                                                   |
| 2005-06          | 41   | 41   | .500 |                                                                                           |                                                                                   |
| 2006-07          | 51   | 31   | .621 | Gana 1.ª Ronda Gana Semifinales Conferencia Pierde Finales Conferencia                    | Utah 4, Houston 3 Utah 4, Golden State 1 San Antonio 4, Utah 1                    |
| 2007-08          | 54   | 28   | .659 | Gana 1.ª Ronda Pierde Semifinales Conferencia                                             | Utah 4, Houston 2 L.A. Lakers 4, Utah 2                                           |
| 2008-09          | 48   | 34   | .585 | Pierde 1.ª Ronda                                                                          | L.A. Lakers 4, Utah 1                                                             |
| 2009-10          | 53   | 29   | .646 | Gana 1.ª Ronda Pierde Semifinales Conferencia                                             | Utah 4, Denver 2 L.A. Lakers 4, Utah 0                                            |
| 2010-11          | 39   | 43   | .476 |                                                                                           |                                                                                   |
| 2011-12          | 36   | 30   | .545 | Pierde 1.ª Ronda                                                                          | San Antonio 4, Utah 0                                                             |
| 2012-13          | 43   | 39   | .524 |                                                                                           |                                                                                   |
| 2013-14          | 25   | 57   | .305 |                                                                                           |                                                                                   |
| 2014-15          | 38   | 44   | .463 |                                                                                           |                                                                                   |
| 2015-16          | 40   | 42   | .488 |                                                                                           |                                                                                   |
| 2016-17          | 51   | 31   | .622 | Gana 1.ª Ronda Pierde Semifinales Conferencia                                             | Utah 4, L.A. Clippers 3 Golden State 4, Utah 0                                    |
| 2017-18          | 48   | 34   | .585 | Gana 1.ª Ronda Pierde Semifinales Conferencia                                             | Utah 4, Oklahoma City 2 Houston 4, Utah 1                                         |
| 2018-19          | 50   | 32   | .610 | Pierde 1.ª Ronda                                                                          | Houston 4, Utah 1                                                                 |
| 2019-20          | 44   | 28   | .611 | Pierde 1.ª Ronda                                                                          | Denver 4, Utah 3                                                                  |
| 2020-21          | 52   | 20   | .722 | Gana 1.ª Ronda Pierde Semifinales Conferencia                                             | Utah 4, Memphis 1 L.A. Clippers 4, Utah 2                                         |
| 2021-22          | 49   | 33   | .598 | Pierde 1.ª Ronda                                                                          | Dallas 4, Utah 2                                                                  |
| 2022-23          | 37   | 45   | .451 |                                                                                           |                                                                                   |
| 2023-24          | 31   | 51   | .378 |                                                                                           |                                                                                   |
| 2024-25          | 17   | 65   | .207 |                                                                                           |                                                                                   |
| Total            | 2194 | 1920 | .533 |                                                                                           |                                                                                   |
| Playoffs         | 143  | 166  | .463 |                                                                                           |                                                                                   |

## Plantilla actual

### Derechos internacionales
Los Utah Jazz tienen los derechos internacionales sobre los siguientes jugadores.
| 2022 | 2 | 36 | Gabriele Procida | E | Italia | Alba Berlin (Alemania)        | Adquirido de los Portland Trail Blazers (vía Detroit) | [ 2 ] |
| 2021 | 2 | 57 | Balša Koprivica  | P | Serbia | Partizan Mozzart Bet (Serbia) | Adquirido de los Detroit Pistons (vía LA Clippers)    | [ 3 ] |

## Jugadores notables

### Miembros delBasketball Hall of Fame
Jugadores:
- "Pistol" Pete Maravich, B, 1974–1979, Admitido en 1987.
- Walt Bellamy, P, 1974, Admitido en 1993.
- Gail Goodrich, B, 1976–1979. Admitido en 1996.
- Adrian Dantley, E, 1979–1986, Admitido en 2008.
- John Stockton, B, 1984–2003, Admitido en 2009
- Karl Malone, AP, 1985–2003, Admitido en 2010
- Bernard King, E, 1979–1980. Admitido en 2013

Entrenadores:
- Jerry Sloan, 1988–2011, Admitido en 2009
- Comentaristas:
- "Hot" Rod Hundley, 1974–2009, Admitido en 2003

### Números retirados
| Números retirados de Utah Jazz | Números retirados de Utah Jazz | Números retirados de Utah Jazz | Números retirados de Utah Jazz |
| N.º                            | Jugador                        | Posición                       | Trayectoria                    |
| ------------------------------ | ------------------------------ | ------------------------------ | ------------------------------ |
| 1                              | Frank Layden                   | Entrenador                     | 1981–1988                      |
| 4                              | Adrian Dantley                 | Alero                          | 1979–1986                      |
| 7                              | Pete Maravich                  | Base                           | 1974–1979                      |
| 9                              | Larry H. Miller                | Propietario                    | 1985–2009                      |
| 12                             | John Stockton                  | Base                           | 1984–2003                      |
| 14                             | Jeff Hornacek                  | Base                           | 1994–2000                      |
| 32                             | Karl Malone                    | Alero                          | 1985–2003                      |
| 35                             | Darrell Griffith               | Base                           | 1980–1991                      |
| 53                             | Mark Eaton                     | Pívot                          | 1982–1993                      |
| 1223                           | Jerry Sloan                    | Entrenador                     | 1988–2011                      |
| (Micrófono)                    | "Hot" Rod Hundley              | Comentarista                   | 1974–2009                      |

## Entrenadores
| Años          | Entrenador            | Récord      | Playoffs |
| ------------- | --------------------- | ----------- | -------- |
| 1974          | Scotty Robertson      | 1 - 14      |          |
| 1974          | Elgin Baylor          | 0 - 1       |          |
| 1974-1976     | Butch van Breda Kolff | 74 - 100    |          |
| 1976-1979     | Elgin Baylor          | 86 - 134    |          |
| 1979-1981     | Tom Nissalke          | 60 - 124    |          |
| 1981-1988     | Frank Layden          | 277 - 294   | 18 - 23  |
| 1988-2011     | Jerry Sloan           | 1.127 - 682 | 96 - 100 |
| 2011-2014     | Tyrone Corbin         | 112 - 146   | 0 - 4    |
| 2014-2022     | Quin Snyder           | 372 – 264   | 21 – 30  |
| 2022-presente | Will Hardy            | 37 – 45     |          |

## Gestión

### General Mánager
| GM              | Periodo       |
| --------------- | ------------- |
| Bill Bertka     | 1974–1976     |
| Barry Mendelson | 1976–1977     |
| Lewis Schaffel  | 1977–1978     |
| Tom Willingham  | 1978–1979     |
| Frank Layden    | 1979–1987     |
| Dave Checketts  | 1987–1989     |
| Scott Layden    | 1989–1999     |
| Kevin O'Connor  | 1999–2012     |
| Dennis Lindsey  | 2012–2020     |
| Justin Zanik    | 2020–presente |

## Premios
| MVP de la Temporada - Karl Malone – 1997, 1999 Rookie del Año - Darrell Griffith – 1981 Mejor Defensor - Mark Eaton – 1985, 1989 - Rudy Gobert – 2018, 2019, 2021 Mejor Entrenador del Año - Frank Layden – 1984 Ejecutivo del Año - Frank Layden – 1984 Mejor Ciudadano - Frank Layden - 1984 - Thurl Bailey - 1989 Mejor Sexto Hombre - Jordan Clarkson - 2021 | Mejor Quinteto de la temporada - Pete Maravich – 1976, 1977 - Karl Malone – 1989, 1990, 1991, 1992, 1993, 1994, 1995, 1996, 1997, 1998, 1999 - John Stockton – 1994, 1995 Segundo Mejor Quinteto de la Temporada - Pete Maravich – 1978 - Adrian Dantley – 1981, 1984 - Karl Malone – 1988, 2000 - John Stockton – 1988, 1989, 1990, 1992, 1993, 1996 - Deron Williams – 2008, 2010 - Rudy Gobert – 2017 Tercer Mejor Quinteto de la Temporada - John Stockton – 1991, 1997, 1999 - Karl Malone – 2001 - Carlos Boozer – 2008 - Rudy Gobert – 2019, 2021 | Mejor Quinteto Defensivo - E.C. Coleman – 1977 - Mark Eaton – 1985, 1986, 1989 - Karl Malone – 1997, 1998, 1999 - Andrei Kirilenko – 2006 - Rudy Gobert – 2017, 2018, 2019, 2020, 2021, 2022 Segundo Mejor Quinteto Defensivo - Mark Eaton – 1987, 1988 - Karl Malone – 1988 - John Stockton – 1989, 1991, 1992, 1995, 1997 - Andrei Kirilenko – 2004, 2005 Mejor Quinteto de Rookies - Darrell Griffith – 1981 - Thurl Bailey – 1984 - Karl Malone – 1986 - Andrei Kirilenko – 2002 - Deron Williams – 2006 - Trey Burke – 2014 - Donovan Mitchell – 2018 - Walker Kessler - 2023 Segundo Mejor Quinteto de Rookies - Blue Edwards – 1990 - Paul Millsap – 2007 - Derrick Favors – 2011 - Keyonte George - 2024 |